# Pompa per bicicletta

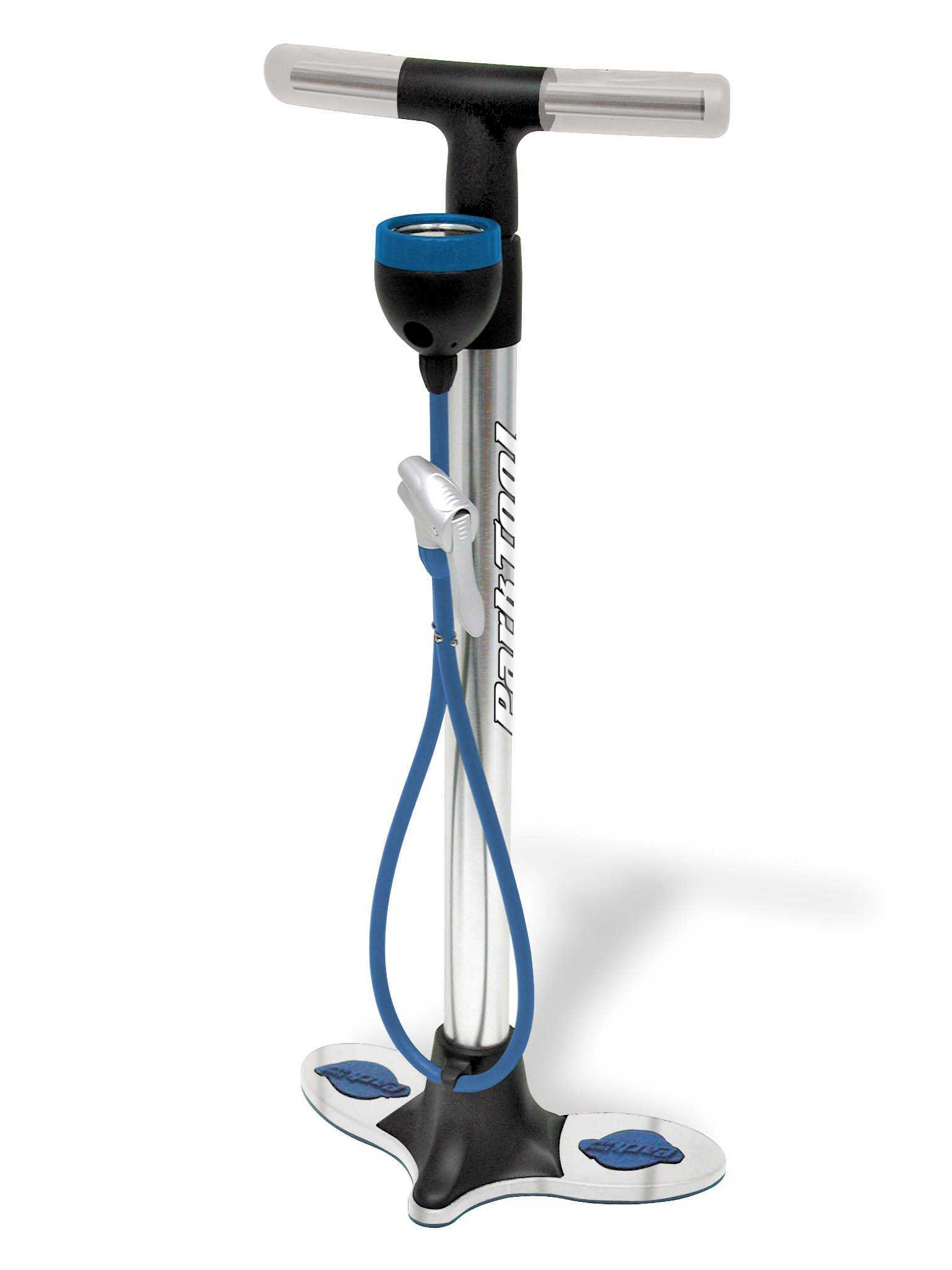
Pompa da pavimento

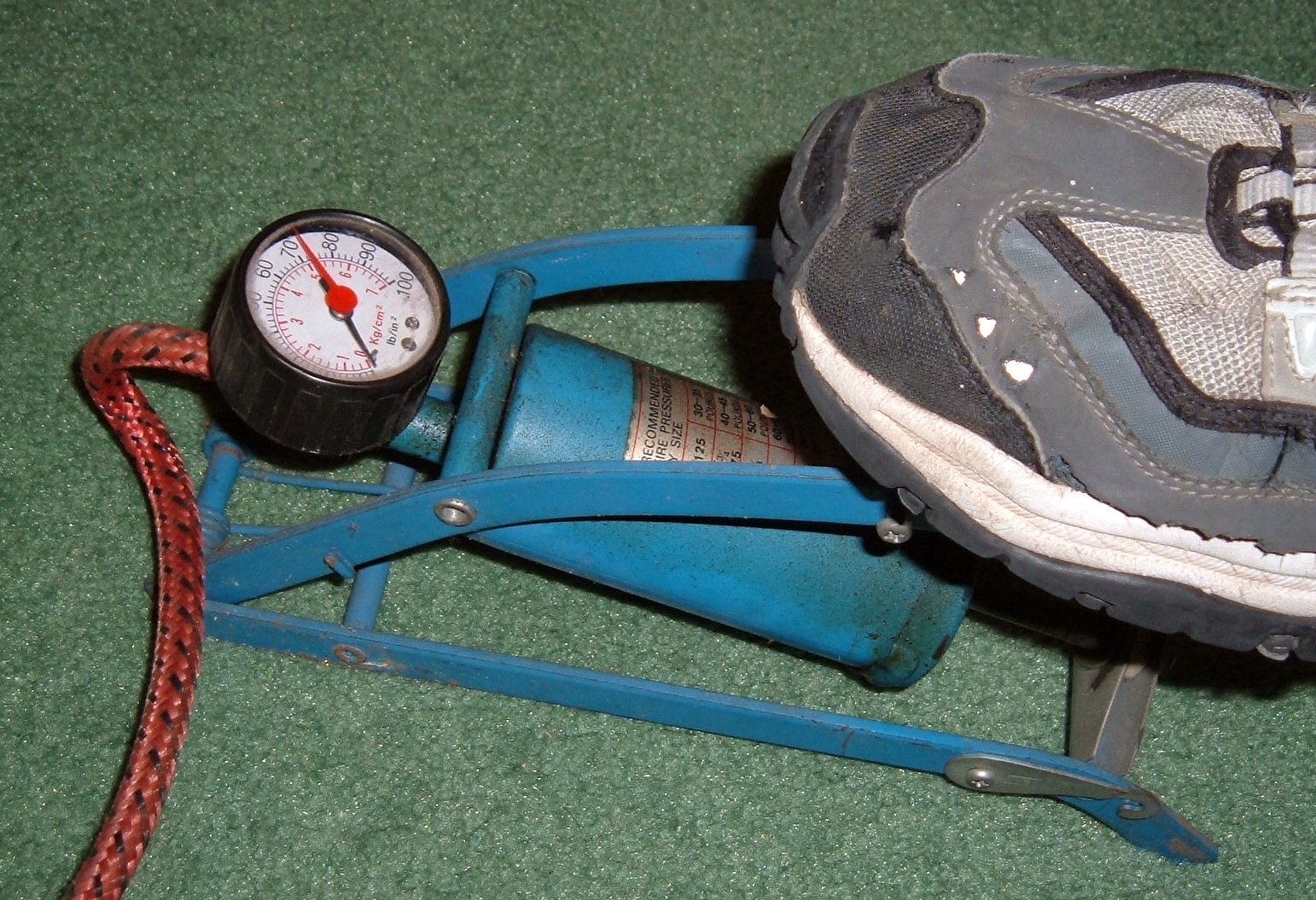
Pompa a piede

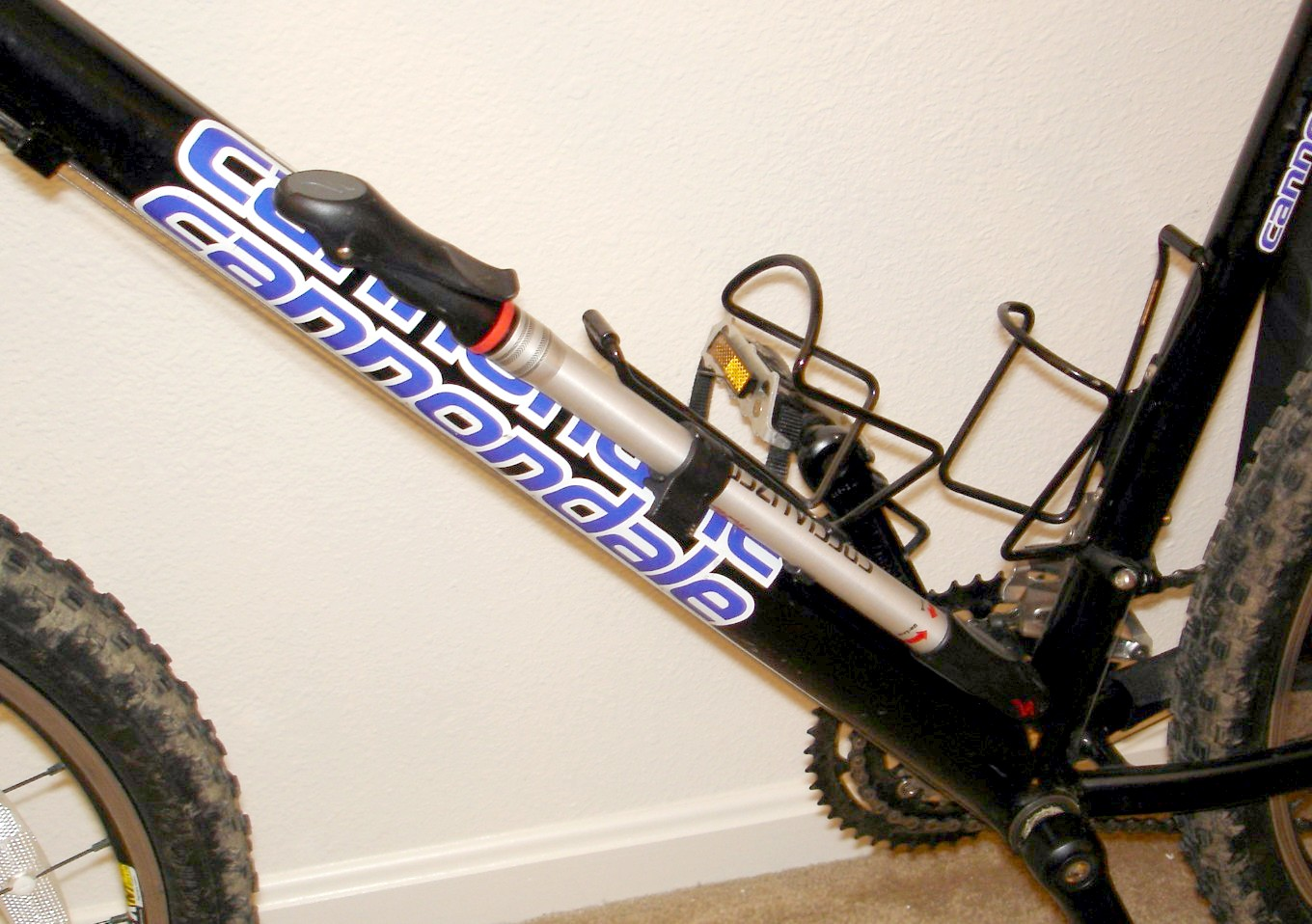
Pompa portatile, montata sul telaio

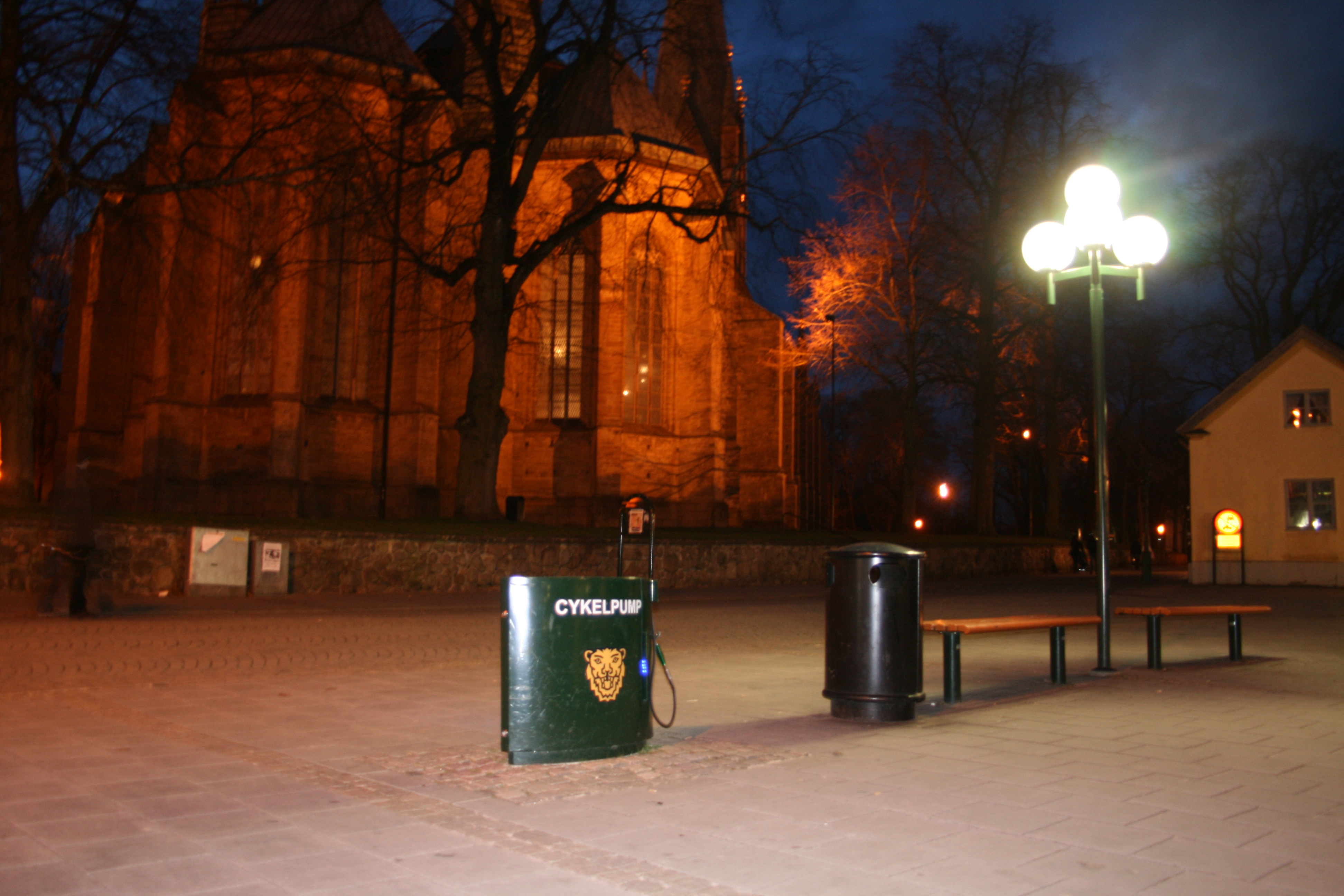
Stazione pubblica di gonfiaggio a Linköping, Svezia

Una pompa per bicicletta è una normale pompa adatta a spostare aria che viene collegata alla valvola di ritegno montata sulla ruota della bicicletta in modo da gonfiare la camera d'aria interna al copertone o il tubolare. 

## Descrizione
Il tipo più comune è una singola pompa volumetrica, un cilindro entro il quale scorre lo stantuffo: due valvole unidirezionali (comunemente costituite da semplici membrane in gomma) permettono alternativamente l'afflusso dell'aria esterna nel cilindro e la immissione da questi nel condotto di uscita; estraendo lo stantuffo l'aria riempie la camera, premendo lo stantuffo essa viene pompata nello pneumatico.
Il condotto di uscita è normalmente un tubo in gomma rinforzato con una maglia di materiale sintetico che limita gli effetti di espansione dati dalla pressione ed i rischi di esplosione. All'estremità del tubo è posto un connettore con incastro adatto alla valvola della ruota (tipicamente la tenuta meccanica è realizzata da un semplice manicotto in gomma morbida che aderisce alle creste della filettatura esterna della valvola), dato che esistono principalmente due tipi di valvole, questo dispositivo di tenuta e valvola anti-ritorno sono bivalenti ed è sufficiente capovolgerli.

## Tipo
Può essere di vario tipo e dimensione, anche se essenzialmente ne esistono di due tipi:
- Pompe da trasporto, adatte ad essere trasportate sempre in bicicletta, ed hanno un'impugnatura parallela al senso di pompaggio.
  - Standard, sono tubi lunghi, che si agganciano ad appositi supporti presenti sul tubo sella.
  - Mini o supermini, sono corti e hanno un supporto specifico, che si può avvitare o sotto al portaborraccia o su fori presenti sul tubo sella
- Pompe fisse, spesso dotate anche di manometro per avere un'indicazione della pressione di gonfiaggio, sono più ingombranti e in genere hanno un'impugnatura per due mani ortogonale al senso di pompaggio.